# Bernhard Pierburg
Bernhard Heinrich Pierburg (* 7. Februar 1869 in Dümpten; † 28. Mai 1942 in Berlin) war ein deutscher Großhandels-Kaufmann und Unternehmer.

## Leben
Zur Belieferung der Kraftfahrzeug- und Flugzeugindustrie gründete Bernhard Pierburg 1909 zusammen mit seinen Brüdern Heinrich-Hermann und Wilhelm sowie Alfred Urbscheidt in Wilmersdorf bei Berlin das Großhandels-Unternehmen Gebr. Pierburg oHG und übernahm die Generalvertretung für das Stahlwerk Dörrenberg in Ründeroth. Seit 1913 vertrieb das Unternehmen auch französische Solex-Vergaser. 1923 erfolgte die Umwandlung in eine Aktiengesellschaft, der Sitz war nun Berlin-Tempelhof. Mit Hilfe der DaNat-Bank gelang 1925 die Übernahme der Arthur Haendler GmbH in Berlin, eines Großhändlers von Solex-Vergasern, und der J. Mehlich AG in Berlin und Leipzig, deren Vorstand sein Bruder Wilhelm angehörte, während Bernhard Pierburg dem Aufsichtsrat vorstand. 1926 erwarb Pierburg für 20 Jahre eine Produktionslizenz des Solex-Vergasers. Als 1931 die DaNat-Bank zahlungsunfähig wurde, musste Pierburg die Gebr. Pierburg AG liquidieren, könnte jedoch mit dem von ihm neu gegründeten Unternehmen Deutsche Vergaser-Gesellschaft mbH (DVG) die Vergaserproduktion nach der Solex-Lizenz fortführen. Daneben gründete er die Autotechnik Beteiligungs- und Verwertungs-GmbH. 1935 hatte er alle aus der Weltwirtschaftskrise herrührenden Verbindlichkeiten getilgt. 1937 führte er mit seinen vier Söhnen, darunter Alfred und Walter die beiden Gesellschaften unter dem Dach der neu gegründeten Holding Gebr. Pierburg KG zusammen. 1941 gab er die Unternehmensleitung vollständig an seine Söhne ab.

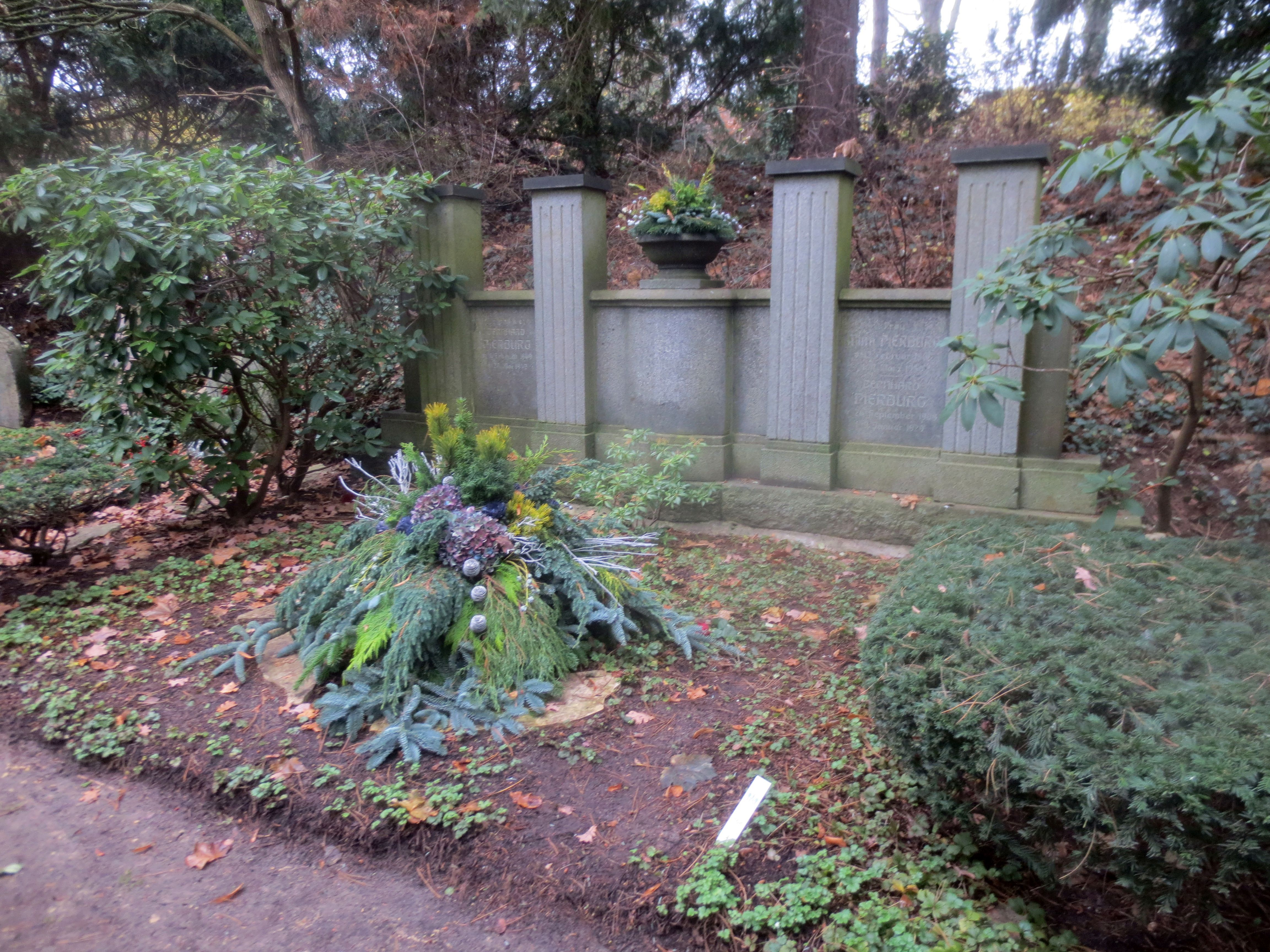
Grab von Bernhard Pierburg auf dem Friedhof Heerstraße in Berlin-Westend

Bernhard Pierburg war um 1929 Aufsichtsratsvorsitzender der AG für Lackfabrikation in Hamm sowie Aufsichtsratsmitglied der Dürkoppwerke AG in Bielefeld, der R. Frister AG in Berlin und der zum Gerling-Konzern gehörenden Köln-Berliner Versicherungs-AG.
Seit 1921 war Bernhard Pierburg Corpsschleifenträger des Corps Vitruvia München, dem auch sein Sohn Walter angehörte.
Bernhard Pierburg starb 1942 im Alter von 73 Jahren in Berlin. Seine letzte Ruhestätte ist ein Erbbegräbnis mit halbhoher, dreiachsiger Grabwand auf dem landeseigenen Friedhof Heerstraße in Berlin-Westend (Grablage: 8-B-45/48).

## Auszeichnungen
- 1921: Verleihung der Ehrendoktorwürde (als Dr. phil. h. c.) der Friedrich-Wilhelms-Universität Berlin